# Ипатов, Пётр Максимович
Пётр Максимович Ипатов (14 октября 1887 — 29 декабря 1918, Винодельное) — русский революционер, большевик. Почётный гражданин г. Ипатово. Участник гражданской войны.

## Биография

### Ранние годы
Петр Максимович — внук крепостного, сын бедняка-плотника родился 14 октября 1887 года в с. Петровском Благодарненского уезда Ставропольской губернии. В 1899 году, после смерти отца, семья переехала в село Кевсала. Здесь Петр начинает революционную работу, участвуя в тайных сходках и чтениях нелегальной литературы.
В годы первой революции 1905—1907 гг. в селе Кевсала работала подпольная революционная группа, в которую входило более 10 человек, в том числе и П. М. Ипатов. За активное участие в первой русской революции преследовался властями. Был арестован, 3 года сидел в тюрьме. После освобождения находился под негласным наблюдением полиции.
В 1909 году призван в армию. Служил в 206-м Сальянском пехотном полку, расположенном в г. Баку. За три года службы вырос от рядового до унтер-офицера. Командование неоднократно отмечало его педантичное отношение к своим обязанностям.

### Первая мировая война
В 1914 году началась 1-я мировая война и П. М. Ипатов был отправлен на фронт. На фронте он проводил агитационную и разъяснительную работу среди солдат, читал им большевистские газеты и литературу. После тяжелого ранения осенью 1915 года он был признан негодным к военной службе и направлен плотником на Ижевский оружейный завод, где его избрали в состав заводского комитета РСДРП. Здесь он проводил революционную пропаганду среди рабочих завода и солдат ижевского гарнизона.

### Гражданская война

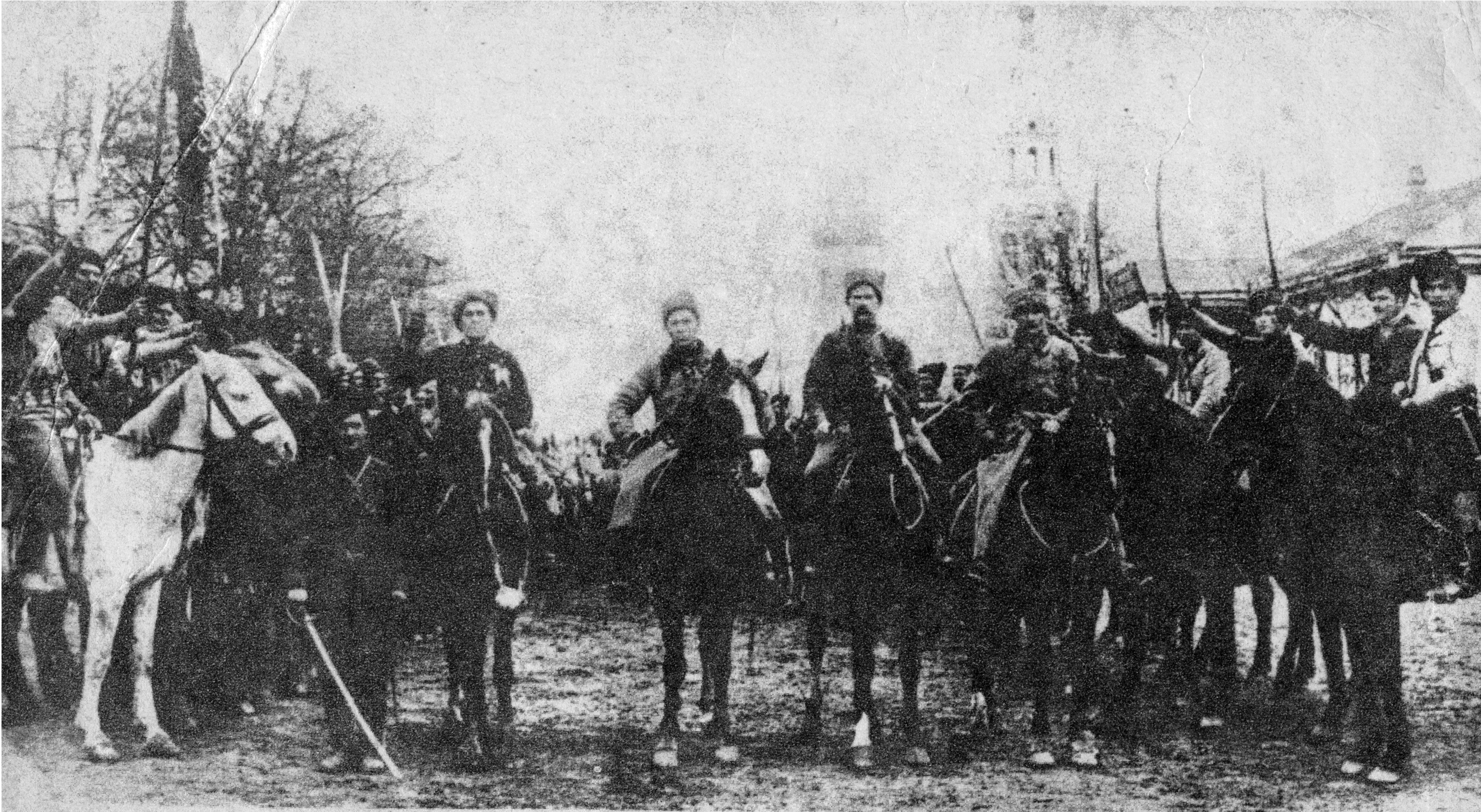
Отряд Ипатова в селе Петровском 1918 г. В центре П. М. Ипатов и И. Р. Апанасенко

В декабре 1917 года П. М. Ипатов возвратился в село Кевсалу и был избран делегатом на уездный и губернский крестьянские съезды. В марте 1918 года П. М. Ипатов избран членом Благодарненского уездного исполкома. Для борьбы с контрреволюцией он сформировал красногвардейский отряд, в который записалось несколько сотен человек.
Первое боевое крещение отряд Ипатова получил 7 августа 1918 года, разгромив отряд белогвардейцев генерала Станкевича и освободив село Большая Джалга. П. М. Ипатов произвёл переформирование своего отряда, создав из него регулярную боевую единицу — полк, который вошёл в состав 2-й Ставропольской дивизии, и был назначен командиром этого полка. Погиб в бою под селом Винодельным 29 декабря 1918 г.

## Память
В настоящее время прах П. М. Ипатова покоится в братской могиле мемориала Вечной Славы города, носящего его имя. Его имя носят город и район, средняя общеобразовательная школа № 6 г. Ипатово, улица в г. Ставрополе и Светлограде. Почётный гражданин города Ипатово.